# Lopholepis tecta
Lopholepis tecta là một loài dương xỉ trong họ Polypodiaceae. Loài này được Paxton mô tả khoa học đầu tiên năm 1849.
Danh pháp khoa học của loài này chưa được làm sáng tỏ. 